# Bitwa koło Przylądka Świętego Wincentego (1833)
Bitwa przy Przylądku Św. Wincentego – starcie zbrojne, które miało miejsce w roku 1833 podczas portugalskiej wojny domowej liberałów z miguelistami (1828–1834). 
W 1828 konserwatywny książę Miguel Bragança dokonał zamachu stanu, co spowodowało wybuch wojny domowej ze stronnictwem liberalnym, popierającym jego bratanicę i legalną dziedziczkę tronu Marię. W 1831 Pedro I włączył się w konflikt po stronie córki. Dążąc przede wszystkim do wzmocnienia floty, gdyż panowanie na morzu było decydujące dla zwycięstwa, zaangażował (przy milczącej zgodzie popierającej go Wielkiej Brytanii) wielu oficerów z Royal Navy. Z pomocą komandora George'a Sartoriusa, a następnie Charlesa Napiera, zorganizował niewielką eskadrę, której trzon stanowiły fregaty "Dom Pedro" (50 dział), "Rainha de Portugal" (46), "Dona Maria" (42) oraz korwety "Vila Flor" (18) i "Portaense" (20).
Do decydującego starcia doszło w 1833 roku. Po wysadzeniu desantu na południu kraju, eskadra podążała w ślad za armią na północ. Po opłynięciu Przylądka Świętego Wincentego, napotkała eskadrę miguelistów liczącą dwa okręty liniowe, niosące po 86 dział, kolejny okręt uzbrojony w 50 armat, fregatę (52), trzy korwety, dwa brygi i szebekę. Mimo znaczącej przewagi, nieprzyjaciel popełnił błąd nie atakując zdecydowanie i przez następny dzień obie eskadry manewrowały dla osiągnięcia lepszej pozycji wyjściowej. Nie będąc w stanie podjąć dłuższego pojedynku artyleryjskiego, Napier postanowił skoncentrować swój atak na największych jednostkach przeciwnika i zdobyć je abordażem. Cisza morska, jaka zapanowała 4 lipca, umożliwiła mu podjęcie ataku, ponieważ eskadrze towarzyszyło kilka parowców, które mogły podholować jego okręty do unieruchomionego przeciwnika; ich dowódcy nie chcieli jednak narażać swych jednostek i odpłynęli, co udaremniło plan. 
5 lipca powiała silna bryza i doszło do bitwy. Okręty Napiera zdecydowanie zaatakowały uformowanego w szyku liniowym nieprzyjaciela i mimo silnego ognia zdołały doprowadzić do abordażu i walki na pokładach. Obydwa liniowce, okręt pięćdziesięciodziałowy, fregata i 18-działowa korweta zostały zdobyte, a druga korweta i dwa brygi ratowały się ucieczką (choć jeden z nich powrócił i poddał się dnia następnego). Straty w ludziach wyniosły ok. 90 rannych i zabitych, siły miguelistów utraciły ok. 200–300 rannych i zabitych. 
Klęska na morzu przyspieszyła na lądzie zwycięstwo liberałów i ucieczkę księcia-uzurpatora, który zmarł na wygnaniu. Admirał Napier otrzymał tytuł hrabiego St. Vincent. Ze względu na stosunki panujące w portugalskiej flocie i rządzie zrezygnował jednak ze służby na rzecz Portugalii i powrócił do Royal Navy.